# Harry Redknapp
Henry James Redknapp (Londres; 2 de marzo de 1947), más conocido como Harry Redknapp, es un ex extrenador de fútbol inglés. su último equipo fue el Birmingham City Football Club de la Football League Championship de su país. Redknapp ganó mayor notoriedad en los últimos años tras ganar la FA Cup con el Portsmouth en 2008 y luego llevar al Tottenham a una de sus mejores temporadas en los últimos veinte años.

## Carrera como jugador
Redknapp nació en Poplar, Londres y era seguidor del Arsenal FC y, de hecho, su padre le llevaba a Highbury desde muy pequeño. La carrera como futbolista de Redknapp comenzó en el West Ham United. Tras pasar su infancia en Upton Park firmó un contrato a los 17 años en el 64 y jugó 149 partidos marcando 8 goles.
En 1972, fichó por el Bournemouth, donde pasó cuatro años, jugando 101 partidos. Después volvió a Londres cuando fue fichado por el Brentford en 1976. También tuvo un paso como asistente en el Seattle Sounders de la MLS.

## Carrera como entrenador

### Inicios
En la 82-83 empezó su carrera como asistente en el AFC Bournemouth, seis años después de dejar de ser jugador del club. Cuando el entrenador principal fue destituido creyó que iba a ser su sustituto, pero lo fue Don Megson, el equipo descendió a tercera y Redknapp se hizo con el puesto de mánager.

### West Ham United
En el año 93 ficha por el West Ham United como asistente, pero en el verano del 94 logra hacerse con el puesto de mánager.
Fue entrenador de ese equipo hasta 2001, una jornada antes de la finalización de la Premier 2000/01.

### Portsmouth
En el verano de 2001 es nombrado director deportivo del Portsmouth Football Club, pero por la mala forma del equipo se convierte en mánager una vez destituido Graham Rix. En la 2002-03 lleva al club a la Premier League, en sustitución, irónicamente, del West Ham United. Harry logró la permanencia en la campaña 2003/04, pero tuvo una pelea con el dueño Milan Mandaric sobre su asistente Jim Smith, y tampoco estuvo de acuerdo con el nombramiento de Velimir Zajec como director deportivo, lo que le hizo renunciar a su cargo en noviembre de 2004.

### Southampton
Semanas después, fue nombrado mánager del mayor enemigo del "Pompey", el Southampton, lo que enfureció a los aficionados. Pero Redknapp no logró mantener al equipo en la Premier e hizo que el Southampton bajara 27 años después. Harry comenzó la campaña 2005-06 en la categoría de plata entrenando al equipo, pero dimitió en diciembre de 2005, por motivos similares a los que le llevaron a dimitir un año antes como mánager del "Pompey".

### Portsmouth
El 7 de diciembre de 2005, Harry volvió al Portsmouth, que rozaba los puestos de descenso. Al principio parecía que Redknapp sufriría su segundo descenso seguido, pero acabó bien la temporada, ayudado por Alexandre Gaydamak, que le dio más dinero para fichajes. En la temporada siguiente, Redknapp logró un 9.º puesto en la Premier League, el más alto desde los años 1950. En enero de 2008 rechazó una propuesta del Newcastle para suplir a Sam Allardyce, ya que dijo se sentía en deuda con el club y quería llevarlo lo más lejos posible. Ese mismo año, Harry llevó a "los azules" a uno de sus mayores éxitos en su historia, la consecución de la FA Cup, con victoria frente al Manchester United en semis incluida.

### Tottenham
Tras la destitución de Juande Ramos como técnico del Tottenham Hotspur, Harry Redknapp dejó el banquillo de Fratton Park y fue nombrado nuevo entrenador de los "Spurs" el 26 de octubre de 2008. Casi inmediatamente, sacó al conjunto inglés de los puestos de descenso y lo llevó a una solvente 8.ª posición en la Premier League; además de llegar a la final de la Copa de la Liga en 2009, perdiendo ante el Manchester United en la tanda de penaltis.
Al año siguiente, llevó al equipo londinense a la Liga de Campeones por segunda vez en su historia merced al 4.º puesto obtenido en la Premier League 2009-10, por delante del Manchester City. En el curso siguiente, llegó a cuartos de final en la máxima competición europea (siendo eliminado por el Real Madrid) y finalizó la Premier en 5.º lugar.
Tras volver a guiar al Tottenham al 4.º puesto en la Premier League 2011-12, el 14 de junio de 2012 se anunció que Redknapp abandonaba su cargo en los "Spurs", una noticia sorprendente porque previamente ambas partes habían renovado su contrato y porque Redknapp era el técnico más exitoso del club en la última década.

### Queens Park Rangers
El 24 de noviembre de 2012, Harry volvió a los banquillos de la mano del Queens Park Rangers. El equipo londinense era colista y no había sumado ninguna victoria en 12 partidos. Aunque los "Hoops" mejoraron sus números bajo la dirección de Redknapp (sumando 21 puntos en 25 jornadas por solo 4 en los 13 primeros partidos), con resultados destacables como una victoria frente al Chelsea por 0-1; finalmente no fue suficiente para eludir el descenso, que se certificó a falta de 3 jornadas para la conclusión del campeonato.
A pesar de perder la categoría, el presidente Tony Fernandes confirmó la continuidad de Redknapp en la temporada 2013-14. El equipo londinense terminó en cuarto puesto la Liga regular, clasificándose así para el "play-off" de ascenso, donde salió victorioso tras eliminar a Wigan Athletic y Derby County, logrando así el ascenso a la Premier League.
El 3 de febrero de 2015, Redknapp anunció su dimisión como técnico del Queens Park Rangers debido a que debía someterse a una operación de rodilla que le iba a impedir el desarrollo normal de su trabajo. El veterano entrenador inglés dejó el banquillo de Loftus Road tras 23 jornadas de la Premier League 2014-15 en las que el equipo londinense sumó 19 puntos, ocupando la 19.ª posición de la clasificación.

### Derby County
El 16 de marzo de 2016, Redknapp fue nombrado consejero del Derby County.

### Selección de Jordania
El 17 de marzo de 2016, Redknapp se convirtió en seleccionador de Jordania por dos partidos.

### Birmingham
El 18 de abril de 2017, firmó por el Birmingham City para los tres últimos partidos de la Football League Championship, logrando salvarlo del descenso. Por ello, renovó su contrato con el club para la próxima temporada, pero fue despedido tras 6 derrotas consecutivas.

### Retiro
En octubre de 2017 anunció su retiro del fútbol.

## Estadísticas

### Como entrenador
| Club                     | País       | Año     | P   | PG  | PE  | PP  | % v.  |
| ------------------------ | ---------- | ------- | --- | --- | --- | --- | ----- |
| AFC Bournemouth          | Inglaterra | 1983-92 | 464 | 182 | 109 | 173 | 39.22 |
| West Ham United          | Inglaterra | 1994-01 | 327 | 121 | 85  | 121 | 37    |
| Portsmouth FC            | Inglaterra | 2002-04 | 116 | 54  | 26  | 36  | 46.55 |
| Southampton FC           | Inglaterra | 2004-05 | 49  | 13  | 21  | 15  | 26.53 |
| Portsmouth FC            | Inglaterra | 2005-08 | 127 | 54  | 28  | 45  | 42.52 |
| Tottenham Hotspur        | Inglaterra | 2008-12 | 198 | 98  | 50  | 50  | 49.49 |
| Queens Park Rangers      | Inglaterra | 2012-15 | 105 | 36  | 26  | 43  | 34.29 |
| Derby County (consejero) | Inglaterra | 2016-17 |     |     |     |     |       |
| Selección de Jordania    | Jordania   | 2016    | 2   | 1   | 0   | 1   | 50    |
| Birmingham City FC       | Inglaterra | 2017    | 13  | 4   | 1   | 8   | 30.77 |
| Fuente                   |            |         |     |     |     |     |       |

## Títulos
AFC Bournemouth
- Campeón 3.ª división inglesa: 1986–87
- Trofeo Football League: 1983–84

West Ham United
- Copa Intertoto: 1999

Portsmouth
- FA Cup: 2007-08
- Campeonato 2.ª división: 2002–03
- Premier League Asia Trophy: 2007

Individual
- 1 Entrenador del Año de la Premier League
- 7 Entrenador del mes de la Premier League

## Vida privada
Ha dirigido a su hijo, Jamie Redknapp, en el Bournemouth y en el Southampton. También es el tío de Frank Lampard, quien estuvo a sus órdenes en el West Ham United.
Por parte de su hijo Jamie tiene dos nietos, Charley y Beau (cuyo segundo nombre es un tributo a él).